# Ivica Ciganović
Ivica Ciganović (Alilovci, 28. kolovoza 1949.) hrvatski je novelist i pripovjedač.
Umirovljeni je ekonomist koji živi u rodnome selu kamo se vratio po završetku školovanja u Požegi, Osijeku i Zagrebu. Pisanjem se počeo baviti kasno: pod kraj radnoga vijeka i nakon odlaska u mirovinu. Dosada je izdao šest knjiga: dvije koje obrađuju narodne običaje i povijesni tijek nastanka i djelovanja Hrvatskog kulturnog društva pod naslovima Kazivanja čiče Ive Barća i Tkanica je selo opasala. Slijedi fotomonografija Alilovci – zaboravljeni pogledi, a zatim novela Nedosanjani san i dvije zbirke pripovijedaka, Ljudi iz moje doline te Znani i neznani.
Godine 2022. dobio je Plaketu Slavko Kolar za prozno stvaralaštvo. Nju dodjeljuje Hrvatski sabor kulture.